# رموز الاختصار غير العربية
هذا فهرس بالرموز الاصطلاحية (العلمية والتخصصية بخلاف العامية) غير العربية (لاتينية، يونانية، عبرية).
الرمز هنا عبارة عن الحرف الواحد (مثلا x) أو أكثر (نحو lim). يبين الفهرس معنى العلامة ورسمها ولغة الأصل وموضع الاستعمال الأصلي.
للرموز غير اللغوية (مثلا رمز "=")، انظر الترميز الرياضي والمقالات المماثلة.

## الرموز العلمية
| المعنى | الرسم | موضع الاستعمال | لغة الأصل          | معنى الأصل |
| ------ | ----- | -------------- | ------------------ | ---------- |
| في     | @     | الاتصالات      | الإسبانية والعربية | الربع      |

## الرموز العامية
حسب اللغة الأصل.

### اللاتينية

#### آ
A
| المعنى    | الأصل / الاستعمال | الأصل / الاستعمال |
| --------- | ----------------- | ----------------- |
| طريق سيار | Autobahn          |                   |

| المعنى  | الأصل / الاستعمال | الأصل / الاستعمال |
| ------- | ----------------- | ----------------- |
| الجواب  | answer            |                   |
| الإتاحة | available         |                   |
| التقريب | about             |                   |
| الاتجاه | at                |                   |

| المعنى | الأصل / الاستعمال | الأصل / الاستعمال          |
| ------ | ----------------- | -------------------------- |
| الآخر  | autre             | objet petit a [الإنجليزية] |